# Dinucleótido de nicotinamida e adenina
Dinucleótido de nicotinamida e adenina (NAD, acrónimo, em inglês, de Nicotinamide adenine dinucleotide) ou nicotinamida adenina dinucleotídeo  ou ainda difosfopiridina nucleotídeo é uma coenzima que apresenta dois estados de oxidação: NAD+ (oxidado) e NADH (reduzido). A forma NADHS é obtida pela redução do NAD+ com dois elétrons e aceitação de um próton (H+).
Quimicamente, é um composto orgânico (a forma ativa da vitamina B3) encontrado nas células de todos os seres vivos e usado como "transportador de elétrons" nas reações metabólicas de oxi-redução, tendo um papel preponderante na produção de energia para a célula.
Em sua forma reduzida, NADH, faz a transferência de elétrons durante a fosforilação oxidativa.

## Elevação dos níveis de NAD e reversão dos efeitos do envelhecimento
Em artigo publicado na revista Cellulae, em dezembro de 2013,pesquisadores da Escola de Medicina de Harvard mostraram que é possível  reverter alguns dos efeitos do envelhecimento, mediante o aumento dos níveis de NAD+ (que caem naturalmente com a idade, em todas as células do corpo). 
Os pesquisadores ministraram mononucleótido de nicotinamida (NMN), um precursor do NAD+, a camundongos de dois anos.  Uma semana depois da aplicação do NMN (que o organismo converte naturalmente em NAD+), os músculos desses camundongos de dois anos se tornaram semelhantes aos músculos de ratinhos de seis meses, em termos de função mitocondrial, perda de massa muscular, inflamação e resistência à insulina. Isto corresponderia a transformar os músculos de uma pessoa de 60 anos em músculos de uma pessoa de 20 anos.  Embora a força muscular não tenha sido recuperada, a doutora Ana P. Gomes, do Departamento de Genética da Escola Médica de Harvard, acredita que a força muscular possa ser recuperada após um tratamento mais longo.
O método não representa uma "cura" para o envelhecimento. Outros aspectos, como o encurtamento dos telômeros (que formam a estrutura das sequências genéticas) ou eventuais danos ao DNA, não podem ser revertidos. "Parece que nós podemos começar quando já somos mais velhos, mas não muito velhos a ponto de já estarmos danificados. Se começarmos aos 40 anos, provavelmente teremos um envelhecimento muito mais agradável - mas temos de fazer testes clínicos", ponderou a doutora Gomes. Segundo ela, "o envelhecimento é multifatorial, não se trata de um componente único a ser corrigido, por isso é difícil de atingir a coisa toda". O grupo de pesquisa pretende começar os testes clínicos em 2015, mas terapias em humanos ainda são uma perspectiva distante.